# 明治安田レディス ヨコハマタイヤゴルフトーナメント
明治安田レディス ヨコハマタイヤゴルフトーナメント（めいじやすだレディス ヨコハマタイヤゴルフトーナメント、英: MEIJI-YASUDA LADIES YOKOHAMA TIRE GOLF TOURNAMENT）は、2008年に始まり、2024年まで開催されていた横浜ゴムの主催、日本女子プロゴルフ協会が公認する女子プロゴルフトーナメント。本大会は高知県香南市にある土佐カントリークラブを舞台に毎年3月第2週に開催されていた。

## 概要
2024年実績、賞金総額8000万円、優勝賞金1440万円。高知県で初めてとなる女子のプロゴルフトーナメントである。
なお男子ツアーでは毎年11月最終週にカシオワールドオープンゴルフトーナメントが芸西村にあるKochi黒潮カントリークラブで開催（2005年に鹿児島県から開催地を変更）されているほか、過去には本トーナメントの舞台となる土佐CCで1998年に三菱ギャラン（優勝・谷口徹）が、2004年にはKochi黒潮CCで日本プロゴルフ選手権（優勝・S・K・ホ）が行われている。
2020年より新たに明治安田生命が特別協賛スポンサーに加わり大会名も変更されたが、新型コロナウイルスの感染拡大を懸念するためにこの年の大会は中止が決定した。
2024年に協賛社の明治安田生命保険のブランドを、「生命」を割愛した「明治安田」に統一するにあたり、前年までの「明治安田生命レディース ヨコハマタイヤゴルフトーナメント」から「明治安田レディース ヨコハマタイヤゴルフトーナメント」に変更された。しかし横浜ゴムは2024年11月29日に大会を終了することを発表した。
なお、明治安田も2025年から新規トーナメントである『明治安田レディスゴルフトーナメント』をスポンサー協賛している。

## 歴代優勝者
| 開催年 | 開催回 | 優勝者                                 | スコア                                 | 備考                                                                             |
| ------ | ------ | -------------------------------------- | -------------------------------------- | -------------------------------------------------------------------------------- |
| 2008年 | 第1回  | 申智愛                                 | -4                                     |                                                                                  |
| 2009年 | 第2回  | 上原彩子                               | -9                                     |                                                                                  |
| 2010年 | 第3回  | ウェイ・ユンジェ                       | -11                                    |                                                                                  |
| 2011年 | 第4回  | 競技不成立                             | 競技不成立                             | 競技不成立                                                                       |
| 2012年 | 第5回  | イ・ボミ                               | -3                                     | アン・ソンジュとのプレーオフを制す                                               |
| 2013年 | 第6回  | 全美貞                                 | -9                                     | ヤング・キムとのプレーオフを制す                                                 |
| 2014年 | 第7回  | 一ノ瀬優希                             | -7                                     | 酒井美紀とのプレーオフを制す                                                     |
| 2015年 | 第8回  | 李知姫                                 | -9                                     | 鈴木愛とのプレーオフを制す                                                       |
| 2016年 | 第9回  | イ・ボミ                               | -8                                     | 柏原明日架、飯島茜とのプレーオフを制す                                           |
| 2017年 | 第10回 | 全美貞                                 | -7                                     | 藤崎莉歩とのプレーオフを制す                                                     |
| 2018年 | 第11回 | アン・ソンジュ                         | -11                                    | 鈴木愛とのプレーオフを制す                                                       |
| 2019年 | 第12回 | 鈴木愛                                 | -9                                     |                                                                                  |
| 2020年 | 第13回 | 新型コロナウイルス感染拡大の影響で中止 | 新型コロナウイルス感染拡大の影響で中止 | 新型コロナウイルス感染拡大の影響で中止                                           |
| 2021年 | 第14回 | 稲見萌寧                               | -6                                     | 永井花奈とのプレーオフを制す。 新型コロナウイルス問題の影響により無観客開催      |
| 2022年 | 第15回 | 蔡佩穎                                 | –13                                    | 各日最大1500人観客を入れて開催                                                   |
| 2023年 | 第16回 | 吉本ひかる                             | -19                                    | ささきしょうことのプレーオフを制す。 4年ぶりに観客無制限で開催。 4日間大会へ移行 |
| 2024年 | 第17回 | 鈴木愛                                 | -16                                    |                                                                                  |

## テレビ中継
- 大会2日目と最終日の模様をテレビ東京を始めとするTXN系列6局ネット及びBSデジタル放送のBSテレ東、開催地である高知放送（日本テレビ系列）でいずれも録画放送される（高知放送は大会協力社の一社に入っている）。またCS放送のスカイAでも後日時差放送される（ノンスポンサーで地上波放送と同一内容）。
- 2011年は東日本大震災（東北地方太平洋沖地震）の影響により中継が中止となった。